# 外交五十年
『外交五十年』（がいこうごじゅうねん）は、幣原喜重郎の回顧録。新聞連載を経て1951年（昭和26年）に刊行された。

## 概要
1872年（明治5年）に生まれた幣原は東京帝国大学（現 東京大学）を卒業後に外交官となり、戦前期の4つの内閣で外務大臣を務め、幣原外交と呼ばれる外交政策を展開したことで知られる。第二次世界大戦の後1945年（昭和20年）10月9日には内閣総理大臣となり、1946年（昭和21年）5月22日まで務めた。この間、日本国憲法の成立に関与している。
1950年（昭和25年）9月5日から『読売新聞』で幣原の回顧録の連載が始まり、11月24日まで連載された。
1951年（昭和26年）4月、書き下ろしを加えたうえで単行本として読売新聞社より刊行された。近代日本の外交史における歴史的証言が多く盛り込まれているだけではなく、近代日本の協調外交を展開した幣原による外交思想を論じた著作でもある。一方で、外交史家からは、敗戦後の占領期に発行されたものであり、無批判に引用できるものではないという指摘もある。

## 内容
幣原は同書内で、外交の目標とは国際的な共存共栄にあり、相手を強制することや道理を誤魔化すことは誤りであるとした。外交の根本的な原理として政府が公然と行った条約は政府の交代にかかわらず継続しなければならない神聖性を持つ。したがってこの自国の意志に反する条約を締結したという主張は許されてはならない。もし条約の神聖性が遵守されなければ国際社会の平和を維持し、安定させることは不可能であるためである。
さらに幣原は対中外交についての原則を論じている。その原則とは列強諸国が中国に内政干渉してはならないという立場であり、これは中国の統治能力が国民性として欠けると判断することは誤りであるという認識に基づいている。また中国と日本の共存関係を構築するために日本の対中外交はワシントン会議の当事国との協調に基づくことの重要性も指摘する。幣原は世界の潮流が国際的闘争から国際的協力へと移行しつつあると捉え、軍事力よりも経済力を高めるべきだと考えていた。
回顧録として本書は幣原が駐米大使館であった頃からワシントン会議での軍縮交渉、また第二次奉直戦争での外交政策、柳条湖事件、満州事変そして戦後の東京裁判などの外交・政治事件が体験談として証言されている。
また連載版には記述されていなかった書き下ろし部分においては、戦争放棄・戦力の放棄を定めた日本国憲法第9条の発案者が幣原であるという記述もある。これによれば幣原は1945年8月15日、日本の降伏を知って電車内で泣き叫ぶ男を見たことから「戦争を放棄し、 軍備を全廃」する憲法の条項を着想したとしている

## 評価
幣原は序文において「こゝに掲ぐる史実は仮想や潤色を加えず、私の記憶に存する限り正確を期した積りである」と述べている。一方で幣原が1950年9月15日に元ジャパンタイムス記者の秋元俊吉に送った書簡によれば、「同社（読売新聞社）編輯部員の問に答へて出放題に話したことをそのまゝ速記に書き取られ同社編輯部の手にて整理したものに過ぎ」ず、「精読、加筆の暇もなく発表」されたとしており、この段階では内容のチェックが殆ど行われていなかったとしている。しかしそのことについて弁解することはせず「吾を謗るものはその謗りに任す」と述べている。この連載版で掲載された部分は、単行本に収録されたものと大きな差異はない。
2020年代以降にも論争の一つとなっているのが、「日本国憲法第9条」の発案者が自身であると幣原が記していることである。1951年5月に中部日本新聞（現在の中日新聞）の川辺真蔵が、「（発案者が幣原であることは）当時の首相であった故幣原喜重郎氏の回想によつて明瞭だ」と評価したように、「憲法9条幣原発案説」の重要な根拠として扱われている。この説は護憲の立場を取る田畑忍や深瀬忠一といった憲法学者、日本社会党の片山哲や亀田得治といった護憲派の政治家によって支持され、1990年代以降には護憲派のその他の学者、歴史学者では笠原十九司などが主に支持を示している。また『東京新聞』は2019年8月15日の社説では『外交五十年』の記述を引いて幣原の「平和思想」を示している。
一方で、服部龍二、熊本史雄、種稲秀司といった外交史研究者らは戦前からの幣原の外交思想を検討した上で「幣原発案説」には否定的見解を示している。種稲秀司や西修は、1950年から1951年という時期は、GHQのプレスコードによる言論統制が敷かれていたことを考慮する必要があり、『外交五十年』の記述は無批判に引用できるものではないとしている。この時期の言論状況は幣原も認識しており、1948年には「僕が思う存分書いたら、新聞は発行停止をくうかも知れませんよ」と述べている。また幣原と親しかった紫垣隆は、幣原が執筆中の『外交五十年』の原稿を指して「この原稿も、僕の本心で書いているのでなく韓信が股をくぐる思いで書いているものだ。何れ出版予定のものだが、お手許にも送るつもりだから、読んでくだされば解る。これは勝者の根深い猜疑と弾圧を和らげる悲しき手段の一つなのだ」と述べたと回想している。
また種稲は一部の内容については明確な虚偽が含まれていると指摘している。昭和20年8月15日の記事では玉音放送を聞いた幣原が「前もってポツダム宣言受諾のことなど聞いていなかった」と記述している。しかし、幣原が書き留めていた手帳には「八月十日帝国政府ハ無条件降伏申入／八月十一日財部案」と政府が降伏受け入れに動いていたことを知っていたことを示す記述がある。

## 書誌情報
- 幣原喜重郎『外交五十年』読売新聞社、1951年4月。 NCID BN05653980。全国書誌番号:51003015。
- 幣原喜重郎『外交五十年』原書房、1974年8月。 NCID BN01093567。全国書誌番号:72008580。
- 幣原喜重郎『外交五十年』中央公論社〈中公文庫〉、1987年1月。ISBN 9784122013919。 NCID BN06300159。全国書誌番号:87018536。
- 幣原喜重郎『幣原喜重郎 外交五十年』日本図書センター〈人間の記録 64〉、1998年8月。ISBN 9784820543091。 NCID BA3734914X。全国書誌番号:99101193。
- 幣原喜重郎『外交五十年』（改版）中央公論社〈中公文庫〉、2007年1月。ISBN 9784122048010。 NCID BA81141749。全国書誌番号:21209085。
- 幣原喜重郎『外交五十年』（改版）中央公論新社〈中公文庫〉、2015年4月。ISBN 9784122061095。 NCID BB18666903。全国書誌番号:22564862。